# Acácio Barradas
Acácio Barradas (Mafamude, Vila Nova de Gaia, 10 de Junho de 1936 — Lisboa, 26 de Outubro de 2008), foi um jornalista português. 
Começou a trabalhar em 1954 no jornal O Comércio de Angola e foi correspondente em Luanda do Diário Popular.
Ainda em Angola, onde viveu durante 15 anos, foi chefe de redacção e redactor principal da revista «Notícia», chefe de redacção da revista «Noite e Dia»  e do vespertino «ABC-Diário de Angola», coordenador da revista «ATCA», do Automóvel e Touring Club de Angola, chefe de redacção do «Jornal do Congo», repórter dos matutinos «A Província de Angola» e «O Comércio de Angola». 
Já em Lisboa ingressa, em 1968, no Diário Popular onde chegou a ser chefe de redacção e onde esteve até 1989. Foi ainda chefe de redacção da revista «R&T – Rádio & Televisão» e do semanário «O Ponto» (1980). Foi também o primeiro coordenador do semanário Se7e. 
Trabalhou depois no Diário de Notícias, antes de se reformar em 2001. Foi igualmente presidente da Assembleia Geral e vice-presidente da direcção do Sindicato dos Jornalistas, presidente do Conselho Fiscal do Clube dos Jornalistas e professor no Cenjor.
É autor do prefácio de «O Uivo do Coiote», livro com entrevistas de Luiz Pacheco, editado pela Contraponto (1997) e participou nas obras colectivas «Retratos de Ontem» (Editorial Notícias, 1994), sobre o regime derrubado no 25 de Abril, e «A Guerra Colonial – Realidade e Ficção» (Editorial Notícias, 2001). Em 2005 foi co-autor do livro «Agostinho Neto, Uma Vida Sem Tréguas - 1922-1979», onde reuniu vários textos de jornalistas e ensaístas sobre a vida do primeiro presidente da República de Angola.
Poeta sem livro publicado, utilizou o pseudónimo literário Álvaro Reis, com o qual figura na «Antologia Poética Angolana» coligida por Mário António para a colecção Imbondeiro (1963). 
Morreu no dia 26 de Outubro de 2008, em Lisboa, de cancro.